# Johannes II. Kappadokes
Johannes II. Kappadokes (* in Kappadokien; † im Februar 520 in Konstantinopel) war Ökumenischer Patriarch von Konstantinopel und ist ein Heiliger der orthodoxen Kirchen.
Johannes stammte aus Kappadokien. Unter dem Patriarchen von Konstantinopel Timotheos I. war er Priester und Ratgeber. 518, nach der Synode von Konstantinopel, wurde er in die Nachfolge Timotheos’ berufen. Johannes verhandelte mit dem Papst von Rom, Hormisdas, über das akakianische Schisma von 484/485, auf Basis eines Schreibens des Papstes aus dem Jahr 515 (formula Hormisdae). Johannes nahm dieses Schreiben 519 an, und sandte es leicht verändert nach Rom zurück, wobei er die Einheit der beiden Kirchen in Bezug auf seither vier ökumenischen Konzile (Konzil von Chalcedon 451 und andere) betonte und den Nestorianismus verurteilte. Damit wurde das Schisma beendet und die Kirchen von Rom und Konstantinopel wieder vereinigt.
In den Orthodoxen Kirchen gilt er als Heiliger, sein Gedenktag ist der 25. August.